# Uvarus rivulorum
Uvarus rivulorum är en skalbaggsart som först beskrevs av Régimbart 1895.  Uvarus rivulorum ingår i släktet Uvarus och familjen dykare. Inga underarter finns listade i Catalogue of Life.